# Palacio de los Kanes de Ganyá
Palacio de los Kanes de Ganyá (en azerí: Gəncə xanlarının sarayı) fue el palacio de Javad Kan, el último gobernante del Kanato de Ganyá. El palacio está ubicado en el centro de la ciudad de Ganyá, al oeste de la Gran Mezquita de Ganyá. El "Cine Bakú" se encuentra donde se encuentra actualmente el palacio. La Tumba de Javad Kan, el último gobernante de Ganyá, también se encuentra cerca del palacio.

## Historia
Según fuentes escritas, el Palacio de Javad Kan fue construido hace dos siglos en el sitio del "Cine Bakú" en Ganyá. Desde el palacio había entradas a los caminos subterráneos de Ganyá. Era posible llegar al cercano Chokak Hamam ya la Gran Mezquita por estos caminos. Antes del ataque a Ganyá por parte de las tropas rusas en diciembre de 1803, el palacio ocupaba una superficie de aproximadamente 233,8 m2.
Las fotografías de las ruinas del palacio del Kan se incluyen en el libro Problemas de conservación y restauración de ciudades históricas de Azerbaiyán (Bakú, 1979) de A. Salamzade, E. Avalov y R. Salayev.